# Consorti dei sovrani di Brunswick-Lüneburg

Stemma del Ducato di Brunswick

Di seguito un elenco delle consorti di sovrani di Brunswick-Lüneburg.

## Contesse di Brunswick
Lüneburg divenne parte della Contea dopo l'imperatore Lotario, che la ereditò dalla dinastia sassone dei Billung.
| Immagine | Nome                     | Padre                                             | Nascita            | Matrimonio                 | Fu contessa dal                   | Cessò di essere contessa dal               | Morte                  | Consorte                               |
| -------- | ------------------------ | ------------------------------------------------- | ------------------ | -------------------------- | --------------------------------- | ------------------------------------------ | ---------------------- | -------------------------------------- |
|          | Gisella di Svevia        | Ermanno II di Svevia (Corradinidi)                | 11 novembre 995    | 1003/05                    | 1003/05                           | 1010/11 morte del marito                   | 14 febbraio 1043       | Bruno I di Brunswick                   |
|          | Gertrude di Egisheim     | Ugo VI di Nordgau (Eticonidi)                     | -                  | prima del 1025             | prima del 1025                    | 23 aprile 1038 morte del marito            | 21 luglio 1077         | Liudolfo di Frisia                     |
|          | Immilla di Torino        | Olderico Manfredi II (Arduinici)                  | -                  | 1058                       | 1058                              | 11 gennaio 1068 morte del marito           | 28 gennaio 1078        | Egberto I di Meißen                    |
|          | Oda di Weimar            | Ottone I di Meißen(Ascanidi)                      | -                  | prima del 1080             | prima del 1080                    | 3 luglio 1090 morte del marito             | 1111                   | Egberto II di Meißen                   |
|          | Gertrude di Brunswick    | Egberto I di Meißen (Brunonidi)                   | 1060               | dopo il 1085               | 3 luglio 1090 ascesa del marito   | 1101 morte del marito                      | 9 dicembre 1117        | Enrico I della Marca Orientale sassone |
|          | Richenza di Northeim     | Enrico di Frisia (Northeim)                       | 1087/89            | 1100                       | 1101 ascesa del marito            | 4 dicembre 1137 morte del marito           | 10 giugno 1141         | Lotario II di Supplimburgo             |
|          | Gertrude di Supplimburgo | Lotario II di SupplimburgoSupplimburgo            | 18 aprile 1115     | 29 maggio 1127             | 4 dicembre 1137 ascesa del marito | 20 ottobre 1139 morte del marito           | 18 aprile 1143         | Enrico X di Baviera                    |
|          | Clemenza di Zähringen    | Corrado I di Zähringen (Zähringen)                | -                  | 1148/49                    | 1148/49                           | 23 novembre 1162 divorzio                  | -                      | Enrico il Leone                        |
|          | Matilde d'Inghilterra    | Enrico II d'Inghilterra (Plantageneti)            | giugno 1156        | 1º febbraio 1168           | 1º febbraio 1168                  | 28 giugno 1189                             | 28 giugno 1189         | Enrico il Leone                        |
|          | Agnese di Hohenstaufen   | Corrado Hohenstaufen (Hohenstaufen)               | 1176               | dicembre 1193/gennaio 1194 | 1203 Divisione del Ducato         | 9/10 maggio 1204                           | 9/10 maggio 1204       | Enrico V del Palatinato                |
|          | Agnese di Wettin         | Corrado II della Bassa Lusazia (Casata di Wettin) | -                  | 1211                       | 1211                              | 28 aprile 1227 morte del marito            | 1º gennaio 1248        | Enrico V del Palatinato                |
|          | Beatrice di Svevia       | Filippo di Svevia (Hohenstaufen)                  | aprile/giugno 1198 | 23 luglio 1212             | 23 luglio 1212                    | 11 agosto 1212                             | 11 agosto 1212         | Ottone IV di Brunswick                 |
|          | Maria di Brabante        | Enrico I di Brabante (Brabante)                   | 1190               | dopo il 19 maggio 1214     | dopo il 19 maggio 1214            | 19 maggio 1218 morte del marito            | 9 marzo/14 giugno 1260 | Ottone IV di Brunswick                 |
|          | Elena di Danimarca       | Valdemaro I di Danimarca (Estridsen)              | 1175/82            | estate 1202                | 1203 Divisione del Ducato         | 13 dicembre 1213 morte del marito          | 22 novembre 1233       | Guglielmo di Winchester                |
|          | Matilda del Brandeburgo  | Alberto II di Brandeburgo (Ascanidi)              | 1210               | fine 1228                  | fine 1228                         | agosto 1235 Titolo elevato al rango ducale | 10 giugno 1261         | Ottone I di Brunswick-Lüneburg         |

## Duchesse di Brunswick-Lüneburg

### Linea principale
| Immagine | Nome                    | Padre                                      | Nascita | Matrimonio              | Fu duchessa dal                  | Cessò di essere duchessa dal                                | Morte                    | Consorte                         |
| --- | ----------------------- | ------------------------------------------ | ------- | ----------------------- | -------------------------------- | ----------------------------------------------------------- | ------------------------ | -------------------------------- |
| | Matilda del Brandeburgo | Alberto II di Brandeburgo (Ascanidi)       | 1210    | fine 1228               | agosto 1235 Creazione del ducato | 9 giugno 1252 morte del marito                              | 10 giugno 1261           | Ottone I di Brunswick-Lüneburg   |
| | Elisabetta di Brabante  | Enrico II di Brabante (Brabante)           | 1243    | 13 luglio 1254          | 13 luglio 1254                   | 17 aprile/9 ottobre 1261                                    | 17 aprile/9 ottobre 1261 | Alberto I di Brunswick-Lüneburg  |
| | Alessia del Monferrato  | Bonifacio II del Monferrato (Aleramici)    | 1240    | 1º novembre 1266        | 1º novembre 1266                 | 1269 Ripartizione del ducato; marito ricevette Wolfenbüttel | 6 febbraio 1285          | Alberto I di Brunswick-Lüneburg  |
| | Liutgarda di Holstein   | Gerardo I di Holstein-Itzehoe (Schaumburg) | 1251    | 1265, dopo il 15 luglio | 1265, dopo il 15 luglio          | 1269 Ripartizione del ducato; marito ricevette Lüneburg     | dopo il 28 febbraio 1289 | Giovanni I di Brunswick-Lüneburg |
| Alberto, della linea di Wolfenbüttel, governò sul Ducato congiuntamente con il fratello minore Giovanni, del ramo di Lüneburg-Celle. Dal momento che i fratelli non riuscirono a trovare un accordo sulle modalità di governo del Ducato, nel 1267 essi decisero di dividere i loro domini, cosa che avvenne nel 1269. Alberto suddivise i territori e Giovanni ebbe il diritto di scegliere la sua parte: egli prese i territori settentrionali, comprese le città di Lüneburg e Hannover, mentre Alberto ricevette le regioni meridionali, con Calenberg, Helmstedt, i monti Harz e Gottinga. La città di Brunswick rimase proprietà comune dei fratelli. |                         |                                            |         |                         |                                  |                                                             |                          |                                  |

### Linea di Wolfenbüttel
| Immagine | Nome                                                         | Padre                                                            | Nascita           | Matrimonio                    | Fu duchessa dal                                             | Cessò di essere duchessa dal                                                 | Morte                          | Consorte                                             |
| --- | ------------------------------------------------------------ | ---------------------------------------------------------------- | ----------------- | ----------------------------- | ----------------------------------------------------------- | ---------------------------------------------------------------------------- | ------------------------------ | ---------------------------------------------------- |
| | Alessia del Monferrato                                       | Bonifacio II del Monferrato (Aleramici)                          | 1240              | 1º novembre 1266              | 1269 Ripartizione del ducato; marito ricevette Wolfenbüttel | 15 agosto 1279 morte del marito                                              | 6 febbraio 1285                | Alberto I di Brunswick-Lüneburg                      |
| | Agnese di Meißen                                             | Alberto II di Meißen (Aleramici)                                 | prima del 1264    | 1282, prima del 21 luglio     | 1282, prima del 21 luglio                                   | 1291 Ripartizione del ducato; marito ricevette Grubenhagen                   | 1º febbraio/settembre 1332     | Enrico I di Brunswick-Lüneburg                       |
| | Richenza di Meclemburgo-Werle                                | Enrico I di Meclemburgo-Werle (Meclemburgo)                      | -                 | 10 gennaio 1284               | 10 gennaio 1284                                             | 1291 Ripartizione del Ducato; marito ricevette Gottinga                      | dopo il 2 ottobre 1312         | Alberto II di Brunswick-Lüneburg (1° regno)          |
| | Elisabetta d'Assia                                           | Enrico I d'Assia (Assia)                                         | 1276              | 1290                          | 1290                                                        | 30 settembre 1292 morte del marito                                           | dopo il 6 luglio 1306          | Guglielmo I di Brunswick-Lüneburg                    |
| | Richenza di Meclemburgo-Werle                                | Enrico I di Meclemburgo-Werle (Meclemburgo)                      | -                 | 10 gennaio 1284               | 30 settembre 1292 Nuova ascesa al trono del marito          | dopo il 2 ottobre 1312                                                       | dopo il 2 ottobre 1312         | Alberto II di Brunswick-Lüneburg (2° regno)          |
| | Agnese di Brandeburgo                                        | Ermanno di Brandeburgo (Ascanidi)                                | 1296/98           | 16 settembre/22 dicembre 1319 | 16 settembre/22 dicembre 1319                               | 28 novembre 1334                                                             | 28 novembre 1334               | Ottone I di Brunswick-Lüneburg                       |
| | Sofia di Brandeburgo                                         | Enrico I Brandeburgo (Ascanidi)                                  | 1300              | 1327                          | 1327                                                        | 1356                                                                         | 1356                           | Magno I di Brunswick-Wolfenbüttel                    |
| | Elisabetta d'Assia                                           | Enrico II d'Assia Assia                                          | 1329              | prima del 2 marzo 1340        | prima del 2 marzo 1340                                      | 17 aprile 1345 Ripartizione del Ducato; marito ricevette Gottinga            | 7 marzo 1390                   | Ernesto I di Brunswick-Gottinga                      |
| | Caterina di Anhalt                                           | Bernardo III di Anhalt-Bernburg (Ascanidi)                       | 1330              | prima del 6 ottobre 1356      | 15 giugno/15 agosto 1369 ascesa al trono del marito         | 26 luglio 1373 morte del marito                                              | 30 gennaio 1390                | Magno II di Brunswick-Wolfenbüttel                   |
| | Anna di Sassonia-Wittenberg                                  | Venceslao I di Sassonia-Wittenberg (Ascanidi)                    | -                 | 10 novembre 1386              | 10 novembre 1386                                            | 5 giugno 1400 morte del marito                                               | dopo il 18 aprile 1426         | Federico I di Brunswick-Lüneburg                     |
| Dopo l'assassinio di Federico I nel 1400, Wolfenbüttel venne ereditato dai suoi due fratelli, Bernardo I ed Enrico II, i quali erano governatori congiunti di Lüneburg. Nel 1409 si accordarono per dividere i Ducati, di modo che Enrico ricevette Lüneburg e Bernardo Wolfenbüttel |                                                              |                                                                  |                   |                               |                                                             |                                                                              |                                |                                                      |
| | Margherita di Sassonia-Wittenberg                            | Venceslao I di Sassonia-Wittenberg (Ascanidi)                    | -                 | 12 luglio 1385                | 5 giugno 1400 ascesa al trono del marito                    | 12 giugno 1418                                                               | 12 giugno 1418                 | Bernardo I di Brunswick-Lüneburg                     |
| | Sofia di Pomerania                                           | Vratislao VI di Pomerania (Greifen)                              | -                 | 11 novembre 1388              | 5 giugno 1400 ascesa al trono del marito                    | 28 giugno 1406                                                               | 28 giugno 1406                 | Enrico II di Brunswick-Lüneburg                      |
| | Margherita d'Assia                                           | Ermanno II d'Assia Assia                                         | 1389              | 30 gennaio 1409               | 30 gennaio 1409                                             | 1409 Rinuncia del marito alle pretese su Wolfenbüttel, in cambio di Lüneburg | 1446                           | Enrico II di Brunswick-Lüneburg                      |
| Nel 1428 ci fu un secondo trattato tra Bernardo I e i nipoti Guglielmo III ed Enrico III di Lüneburg, in base al quale Bernardo scambiò Wolfenbüttel per Lüneburg. |                                                              |                                                                  |                   |                               |                                                             |                                                                              |                                |                                                      |
| | Cecilia di Brandeburgo                                       | Federico I di Brandeburgo (Hohenzollern)                         | 1405              | 30 maggio 1423                | 1428 marito cedette Lüneburg per Wolfenbüttel               | 1432 deposizione del marito a Wolfenbüttel e ascesa a Calenberg              | 4 gennaio 1449                 | Guglielmo III di Brunswick-Lüneburg (1° regno)       |
| | Elena di Kleve                                               | Adolfo I di Kleve (De la Marck)                                  | 18 agosto 1423    | 12 febbraio 1436              | 12 febbraio 1436                                            | 3 luglio 1471                                                                | 3 luglio 1471                  | Enrico III di Brunswick-Lüneburg                     |
| | Elisabetta di Stolberg                                       | Bodo VII di Stolberg-Wernigerode                                 | 1438              | 26 novembre 1444              | 25 luglio 1482 ascesa al trono del marito                   | 1491 marito cedette Wolfenbüttel e Calenberg ai figli, mantenendo Gottinga   | 7 settembre 1520               | Guglielmo IV di Brunswick-Lüneburg                   |
| | Margherita di Rietberg                                       | Corrado V di Rietberg                                            | -                 | 16 novembre 1483              | 25 luglio 1482 ascesa al trono del marito                   | 1484 incarcerazione del marito                                               | 4 gennaio 1533 o 6 giugno 1535 | Federico III di Brunswick-Lüneburg                   |
| | Caterina di Pomerania-Wolgast                                | Erico II di Pomerania-Wolgast (Greifen)                          | -                 | 1465                          | 7 dicembre 1473 ascesa al trono del marito                  | 23 giugno 1514 morte del marito                                              | 1526                           | Enrico IV di Brunswick-Lüneburg                      |
| | Maria di Württemberg                                         | Enrico di Württemberg (Württemberg)                              | 15 agosto 1496    | 18 febbraio 1515              | 18 febbraio 1515                                            | 28 dicembre 1541                                                             | 28 dicembre 1541               | Enrico V di Brunswick-Lüneburg                       |
| | Sofia Jagellona di Polonia                                   | Sigismondo I di Polonia (Jagelloni)                              | 13 luglio 1522    | 22-25 febbraio 1556           | 22-25 febbraio 1556                                         | 3 maggio 1589 morte del marito                                               | 28 maggio 1575                 | Enrico V di Brunswick-Lüneburg                       |
| | Edvige di Brandeburgo                                        | Gioacchino II di Brandeburgo (Hohenzollern)                      | 2 marzo 1540      | 25 febbraio 1560              | 11 giugno 1568 ascesa al trono del marito                   | 3 maggio 1589 morte del marito                                               | 21 ottobre 1602                | Giulio di Brunswick-Lüneburg                         |
| | Elisabetta di Danimarca                                      | Federico II di Danimarca (Oldenburg)                             | 2 marzo 1540      | 25 febbraio 1560              | 11 giugno 1568 ascesa al trono del marito                   | 3 maggio 1589 morte del marito                                               | 21 ottobre 1602                | Enrico Giulio di Brunswick-Lüneburg                  |
| | Anna Sofia di Brandeburgo                                    | Giovanni Sigismondo di Brandeburgo (Hohenzollern)                | 15 marzo 1598     | 4 settembre 1614              | 4 settembre 1614                                            | 11 agosto 1634 morte del marito                                              | 19 dicembre 1659               | Federico Ulrico di Brunswick-Lüneburg                |
| | Dorotea di Anhalt-Zerbst                                     | Rodolfo di Anhalt-Zerbst (Ascanidi)                              | 25 settembre 1607 | 26 ottobre 1623               | 11 agosto 1634 ascesa al trono del marito                   | 26 settembre 1634                                                            | 26 settembre 1634              | Augusto di Brunswick-Lüneburg                        |
| | Elisabetta Sofia di Meclemburgo-Güstrow                      | Giovanni Alberto II di Meclemburgo-Güstrow (Meclemburgo-Güstrow) | 20 agosto 1613    | 13 luglio 1635                | 13 luglio 1635                                              | 17 settembre 1666 morte del marito                                           | 2 luglio 1676                  | Augusto di Brunswick-Lüneburg                        |
| | Cristiana Elisabetta di Barby-Muhlingen                      | Alberto Federico di Barby-Muhlingen                              | 6 ottobre 1634    | 10 novembre 1650              | 17 settembre 1666 ascesa al trono del marito                | 2 maggio 1681                                                                | 2 maggio 1681                  | Rodolfo Augusto di Brunswick-Lüneburg                |
| | Elisabetta Giuliana di Schleswig-Holstein-Sonderburg-Norburg | Federico di Schleswig-Holstein-Sonderburg-Norburg (Oldenburg)    | 24 maggio 1634    | 17 maggio 1656                | 17 settembre 1666 ascesa al trono del marito                | 4 febbraio 1704                                                              | 4 febbraio 1704                | Antonio Ulrico di Brunswick-Lüneburg                 |
| | Cristina d'Assia-Eschwege                                    | Federico d'Assia-Eschwege (Assia-Eschwege)                       | 30 ottobre 1648   | 26 novembre 1667              | 26 novembre 1667                                            | 1667 Cedute le pretese su Wolfenbüttel in cambio di Bevern                   | 18 marzo 1702                  | Ferdinando Alberto I di Brunswick-Lüneburg           |
| | Elisabetta Sofia di Schleswig-Holstein-Sonderburg-Norburg    | Rodolfo di Schleswig-Holstein-Sonderburg-Norburg (Oldenburg)     | 12 settembre 1683 | 12 settembre 1710             | 27 marzo 1714 ascesa al trono del marito                    | 23 marzo 1731 morte del marito                                               | 3 aprile 1767                  | Augusto Guglielmo di Brunswick-Lüneburg              |
| | Cristina Luisa di Oettingen-Oettingen                        | Alberto Ernesto I di Oettingen-Oettingen (Oettingen-Oettingen)   | 20 marzo 1671     | 12 settembre 1710             | 23 marzo 1731 ascesa al trono del marito                    | 1º marzo 1735 morte del marito                                               | 3 settembre 1747               | Luigi Rodolfo di Brunswick-Lüneburg                  |
| | Antonietta Amalia di Brunswick-Lüneburg                      | Luigi Rodolfo di Brunswick-Lüneburg (Welfen)                     | 22 aprile 1696    | 15 ottobre 1712               | 1º marzo 1735 ascesa al trono del marito                    | 2 settembre 1735 morte del marito                                            | 6 marzo 1762                   | Ferdinando Alberto II di Brunswick-Lüneburg          |
| | Filippina Carlotta di Prussia                                | Federico Guglielmo I di Prussia (Hohenzollern)                   | 13 marzo 1716     | 2 luglio 1733                 | 2 settembre 1735 ascesa al trono del marito                 | 26 marzo 1780 morte del marito                                               | 17 febbraio 1801               | Carlo I di Brunswick-Wolfenbüttel                    |
| | Augusta Federica di Gran Bretagna                            | Federico, principe del Galles (Hannover)                         | 31 agosto 1737    | 16 gennaio 1764               | 26 marzo 1780 ascesa al trono del marito                    | 16 ottobre 1806 morte del marito                                             | 23 marzo 1813                  | Carlo Guglielmo Ferdinando di Brunswick-Wolfenbüttel |
| | Maria Elisabetta di Baden                                    | Carlo Luigi di Baden (Zähringen)                                 | 7 settembre 1782  | 1º novembre 1802              | 16 ottobre 1806 ascesa al trono del marito                  | 1807 Wolfenbüttel annesso da Napoleone                                       | 29 aprile 1808                 | Federico Guglielmo di Brunswick                      |
| Divenne parte del Regno di Vestfalia (1807-1813) Ricostituito in Ducato di Brunswick nel 1814. |                                                              |                                                                  |                   |                               |                                                             |                                                                              |                                |                                                      |

#### Linea di Grubenhagen
| Immagine | Nome                    | Padre                                                  | Nascita        | Matrimonio                     | Fu duchessa dal                                         | Cessò di essere duchessa dal                 | Morte                               | Consorte                                           |
| --- | ----------------------- | ------------------------------------------------------ | -------------- | ------------------------------ | ------------------------------------------------------- | -------------------------------------------- | ----------------------------------- | -------------------------------------------------- |
| | Agnese di Meißen        | Alberto II di Meißen (Aleramici)                       | prima del 1264 | 1282, prima del 21 luglio      | 1291 Divisione del Ducato; marito ricevette Grubenhagen | 7 settembre 1322 morte del marito            | 1º febbraio/settembre 1332          | Enrico I di Brunswick-Lüneburg                     |
| | Giuditta di Brandeburgo | Enrico I di Brandeburgo (Ascanidi)                     | 1299-1306      | prima del 16 aprile 1318       | 7 settembre 1322 ascesa al trono del marito             | 15 luglio 1325/inizio febbraio 1327          | 15 luglio 1325/inizio febbraio 1327 | Enrico II di Brunswick-Lüneburg                    |
| | Eloisa d'Ibelin         | Filippo d'Ibelin, siniscalco di Gerusalemme (Ascanidi) | 1307           | 23 agosto 1330                 | 23 agosto 1330                                          | dopo il 25 maggio 1347                       | dopo il 25 maggio 1347              | Enrico II di Brunswick-Lüneburg                    |
| | Adelaide di Everstein   | Enrico II di Everstein                                 | -              | 10 maggio 1335 o 9 giugno 1336 | 10 maggio 1335 o 9 giugno 1336                          | 9/11 marzo 1361 morte del marito             | dopo il 29 settembre 1373           | Ernesto I di Brunswick-Grubenhagen                 |
| | Agnese di Brunswick     | Magno II di Brunswick-Wolfenbüttel                     | -              | prima del 17 agosto 1372       | prima del 17 agosto 1372                                | 11 agosto/22 settembre 1383 morte del marito | 21 marzo 1410                       | Alberto I di Brunswick-Grubenhagen-(Salzderhelden) |
| Alberto di Brunswick (Salzderhelden, 1339 – 11 agosto/22 settembre 1383), nel 1359 succedette come Alberto I, duca di Brunswick-Salzderhelden; nel 1361, assieme al fratello Giovanni II, succedette in Grubenhagen ed Einbeck. Nel 1372 sposò Agnese di Brunswick, figlia di Magno II |                         |                                                        |                |                                |                                                         |                                              |                                     |                                                    |
| Federico di Brunswick (1350-1421) nel 1384 salì al trono come Federico, duca di Brunswick-Grubenhagen ad Herzberg, nel 1397 a Salzderhelden e a Herzberg-Osterode nel 1402. Sposò Adelaide di Anhalt (dopo il 29 settembre 1405), da cui ebbe un figlio, Ottone II.                    |                         |                                                        |                |                                |                                                         |                                              |                                     |                                                    |

#### Linea di Gottinga
| Immagine                                                     | Nome                          | Padre                                       | Nascita | Matrimonio             | Fu duchessa dal                                                            | Cessò di essere duchessa dal                  | Morte                  | Consorte                           |
| ------------------------------------------------------------ | ----------------------------- | ------------------------------------------- | ------- | ---------------------- | -------------------------------------------------------------------------- | --------------------------------------------- | ---------------------- | ---------------------------------- |
|                                                              | Richenza di Meclemburgo-Werle | Enrico I di Meclemburgo-Werle (Meclemburgo) | -       | 10 gennaio 1284        | 1291 Spartizione del Ducato; marito ricevette Gottinga                     | 30 settembre 1292 Marito riprese Wolfenbüttel | dopo il 2 ottobre 1312 | Alberto II di Brunswick-Lüneburg   |
| Unito nel Wolfenbüttel                                       |                               |                                             |         |                        |                                                                            |                                               |                        |                                    |
|                                                              | Elisabetta d'Assia            | Enrico II d'Assia (Assia)                   | 1329    | prima del 2 marzo 1340 | 17 aprile 1345 Divisione del Ducato; marito ricevette Gottinga             | 24 aprile 1367 morte del marito               | 7 marzo 1390           | Ernesto I di Brunswick-Gottinga    |
|                                                              | Elisabetta di Stolberg        | Bodo VII di Stolberg-Wernigerode            | 1438    | 26 novembre 1444       | 1491 marito cedette Wolfenbüttel e Calenberg ai figli, mantenendo Gottinga | 1495 o 7 luglio 1503 morte del marito         | 7 settembre 1520       | Guglielmo IV di Brunswick-Lüneburg |
| Unito a Calenberg per formare la linea di Calenberg-Gottinga |                               |                                             |         |                        |                                                                            |                                               |                        |                                    |

#### Linea di Calenberg
| Immagine                                                     | Nome                            | Padre                                           | Nascita        | Matrimonio     | Fu duchessa dal                            | Cessò di essere duchessa dal                 | Morte            | Consorte                            |
| ------------------------------------------------------------ | ------------------------------- | ----------------------------------------------- | -------------- | -------------- | ------------------------------------------ | -------------------------------------------- | ---------------- | ----------------------------------- |
|                                                              | Cecilia di Brandeburgo          | Federico I di Brandeburgo (Hohenzollern)        | 1405           | 30 maggio 1423 | 1432 Deposizione del marito a Wolfenbüttel | 4 gennaio 1449                               | 4 gennaio 1449   | Guglielmo III di Brunswick-Lüneburg |
|                                                              | Matilde di Holstein-Schauenburg | Ottone II di Schauenburg-Pinneberg (Schaumburg) | -              | 1466           | 1466                                       | 22 luglio 1468                               | 22 luglio 1468   | Guglielmo III di Brunswick-Lüneburg |
| Unione con Wolfenbüttel                                      |                                 |                                                 |                |                |                                            |                                              |                  |                                     |
|                                                              | Caterina di Sassonia            | Alberto III di Sassonia (Wettin)                | 24 luglio 1468 | 29 giugno 1497 | 29 giugno 1497                             | 1495 o 7 luglio 1503 Marito ereditò Gottinga | 10 febbraio 1524 | Erico I di Brunswick-Lüneburg       |
| Unito a Gottinga per formare il Ducato di Calenberg-Gottinga |                                 |                                                 |                |                |                                            |                                              |                  |                                     |

#### Linea di Calenberg-Gottinga
| Immagine | Nome                                                      | Padre                                                            | Nascita           | Matrimonio          | Fu duchessa dal                                     | Cessò di essere duchessa dal      | Morte            | Consorte                                |
| --- | --------------------------------------------------------- | ---------------------------------------------------------------- | ----------------- | ------------------- | --------------------------------------------------- | --------------------------------- | ---------------- | --------------------------------------- |
| | Caterina di Sassonia                                      | Alberto III di Sassonia (Wettin)                                 | 24 luglio 1468    | 29 giugno 1497      | 1495 o 7 luglio 1503 Unione di Calenberg e Gottinga | 10 febbraio 1524                  | 10 febbraio 1524 | Erico I di Brunswick-Lüneburg           |
| | Elisabetta di Brandeburgo                                 | Gioacchino I di Brandeburgo (Hohenzollern)                       | 24 agosto 1510    | 7 luglio 1525       | 7 luglio 1525                                       | 30 luglio 1540 morte del marito   | 25 maggio 1558   | Erico I di Brunswick-Lüneburg           |
| | Sidonia di Sassonia                                       | Enrico IV di Sassonia (Wettin)                                   | 8 marzo 1518      | 17 maggio 1545      | 17 maggio 1545                                      | 1573 divorzio                     | 4 gennaio 1575   | Erico II di Brunswick-Lüneburg          |
| | Dorotea di Lorena                                         | Francesco I di Lorena (Lorena-Vaudémont)                         | 24 maggio 1545    | 19/20 dicembre 1576 | 19/20 dicembre 1576                                 | 17 novembre 1584 morte del marito | 2 giugno 1621    | Erico II di Brunswick-Lüneburg          |
| | Edvige di Brandeburgo                                     | Gioacchino II di Brandeburgo (Hohenzollern)                      | 2 marzo 1540      | 25 febbraio 1560    | 17 novembre 1584 ascesa al trono del marito         | 3 maggio 1589 morte del marito    | 21 ottobre 1602  | Giulio di Brunswick-Lüneburg            |
| | Elisabetta di Danimarca                                   | Federico II di Danimarca (Oldenburg)                             | 2 marzo 1540      | 25 febbraio 1560    | 11 giugno 1568 ascesa al trono del marito           | 3 maggio 1589 morte del marito    | 21 ottobre 1602  | Enrico Giulio di Brunswick-Lüneburg     |
| | Anna Sofia di Brandeburgo                                 | Giovanni Sigismondo di Brandeburgo (Hohenzollern)                | 15 marzo 1598     | 4 settembre 1614    | 4 settembre 1614                                    | 11 agosto 1634 morte del marito   | 19 dicembre 1659 | Federico Ulrico di Brunswick-Lüneburg   |
| | Anna Eleonora d'Assia-Darmstadt                           | Luigi V d'Assia-Darmstadt (Assia-Darmstadt)                      | 30 luglio 1601    | 14 dicembre 1617    | 11 agosto 1634 ascesa al trono del marito           | 23 gennaio 1698 morte del marito  | 6 maggio 1659    | Giorgio di Brunswick-Lüneburg           |
| | Sofia Dorotea di Schleswig-Holstein-Sonderburg-Glücksburg | Filippo di Schleswig-Holstein-Sonderburg-Glücksburg (Glücksburg) | 28 settembre 1636 | 9 ottobre 1653      | 9 ottobre 1653                                      | 15 marzo 1665 morte del marito    | 6 agosto 1689    | Cristiano Luigi di Brunswick-Lüneburg   |
| | Benedetta Enrichetta del Palatinato                       | Edoardo del Palatinato-Simmern (Wittelsbach)                     | 14 marzo 1652     | 30 novembre 1668    | 30 novembre 1668                                    | 18 dicembre 1679 morte del marito | 12 agosto 1730   | Giovanni Federico di Brunswick-Lüneburg |
| | Sofia del Palatinato                                      | Federico V Elettore Palatino (Wittelsbach)                       | 14 ottobre 1630   | 30 settembre 1658   | 18 dicembre 1679 ascesa al trono del marito         | 23 gennaio 1698 morte del marito  | 8 giugno 1714    | Ernesto Augusto di Brunswick-Lüneburg   |
| Il 7 settembre 1708 le linee di Lüneburg-Celle e di Calenberg-Gottinga furono unite per formare l'Elettorato di Hannover. |                                                           |                                                                  |                   |                     |                                                     |                                   |                  |                                         |

#### Linea di Bevern
| Immagine                                                                     | Nome                                    | Padre                                           | Nascita          | Matrimonio       | Fu duchessa dal                                       | Cessò di essere duchessa dal                   | Morte          | Consorte                                         |
| ---------------------------------------------------------------------------- | --------------------------------------- | ----------------------------------------------- | ---------------- | ---------------- | ----------------------------------------------------- | ---------------------------------------------- | -------------- | ------------------------------------------------ |
|                                                                              | Cristina d'Assia-Eschwege               | Federico d'Assia-Eschwege (Assia-Eschwege)      | 30 ottobre 1648  | 26 novembre 1667 | 1667 rinuncia alle pretese su Wolfenbüttel per Bevern | 25 aprile 1687 morte del marito                | 18 marzo 1702  | Ferdinando Alberto I di Brunswick-Lüneburg       |
|                                                                              | Antonietta Amalia di Brunswick-Lüneburg | Luigi Rodolfo di Brunswick-Lüneburg (Welfen)    | 22 aprile 1696   | 15 ottobre 1712  | 15 ottobre 1712                                       | 1º marzo 1735 Divenne Duchessa di Wolfenbüttel | 6 marzo 1762   | Ferdinando Alberto II di Brunswick-Lüneburg      |
|                                                                              | Eleonora Carlotta di Curlandia          | Federico Casimiro Kettler (Kettler)             | 11 giugno 1686   | 5 agosto 1714    | 1º marzo 1735 ascesa al trono del marito              | 14 aprile 1746 morte del marito                | 28 luglio 1748 | Ernesto Ferdinando di Braunschweig-Bevern        |
|                                                                              | Anna Carolina di Nassau-Saarbrücken     | Guglielmo Enrico di Nassau-Saarbrücken (Nassau) | 31 dicembre 1751 | 26 ottobre 1782  | 2 agosto 1781 ascesa al trono del marito              | 27 aprile 1809 morte del marito                | 12 aprile 1824 | Federico Carlo Ferdinando di Braunschweig-Bevern |
| Nel 1809 Bevern passò al duca Federico Guglielmo della linea di Wolfenbüttel |                                         |                                                 |                  |                  |                                                       |                                                |                |                                                  |

### Linea di Lüneburg-Celle
| Immagine | Nome                                                      | Padre                                                            | Nascita           | Matrimonio                                  | Fu duchessa dal                                         | Cessò di essere duchessa dal                     | Morte                     | Consorte                                |
| --- | --------------------------------------------------------- | ---------------------------------------------------------------- | ----------------- | ------------------------------------------- | ------------------------------------------------------- | ------------------------------------------------ | ------------------------- | --------------------------------------- |
| | Liutgarda di Holstein                                     | Gerardo I di Holstein-Itzehoe (Schaumburg)                       | 1251              | 1265, dopo il 15 luglio                     | 1269 Ripartizione del Ducato; marito ricevette Lüneburg | 13 dicembre 1277 morte del marito                | dopo il 28 febbraio 1289  | Giovanni I di Brunswick-Lüneburg        |
| | ? di Oldenburg                                            | Ottone II di Oldenburg-Delmenhorst (Oldenburg)                   | -                 | -                                           | 13 dicembre 1277 ascesa al trono del marito             | prima del 1287                                   | prima del 1287            | Ottone II di Brunswick-Lüneburg         |
| | Matilde di Baviera                                        | Ludovico II del Palatinato (Wittelsbach)                         | 1275              | 24 aprile/7 agosto 1288                     | 24 aprile/7 agosto 1288                                 | 28 marzo 1319                                    | 28 marzo 1319             | Ottone II di Brunswick-Lüneburg         |
| | Matilde di Meclemburgo                                    | Enrico II di Meclemburgo (Meclemburgo)                           | 1293              | 22 marzo 1310                               | 10 aprile 1330 ascesa al trono del marito               | 19 agosto 1352 morte del marito                  | 3 giugno, dopo il 1358    | Ottone III di Brunswick-Lüneburg        |
| | Edvige di Ravensberg                                      | Ottone IV di Ravensberg                                          | -                 | prima del 7 aprile 1328                     | 10 aprile 1330 ascesa al trono del marito               | 5 dicembre 1336                                  | 5 dicembre 1336           | Guglielmo II di Brunswick-Lüneburg      |
| | Maria                                                     | -                                                                | -                 | dopo il 1336                                | dopo il 1336                                            | prima del 2 febbraio 1341                        | prima del 2 febbraio 1341 | Guglielmo II di Brunswick-Lüneburg      |
| | Sofia di Anhalt-Bernburg                                  | Bernardo III di Anhalt-Bernburg (Ascanidi)                       | -                 | 12 marzo 1346                               | 12 marzo 1346                                           | 18 dicembre 1362                                 | 18 dicembre 1362          | Guglielmo II di Brunswick-Lüneburg      |
| | Agnese di Sassonia-Lauenburg                              | Erico II di Sassonia-Lauenburg (Ascanidi)                        | 1353              | 24 giugno 1363                              | 24 giugno 1363                                          | 23 novembre 1369 morte del marito                | dopo il 7 gennaio 1387    | Guglielmo II di Brunswick-Lüneburg      |
| Alla morte di Guglielmo III nel 1369 senza un erede maschio, in osservanza delle leggi di successione della Casa dei Welfen, Lüneburg passò al cugino Magno II, della linea di Wolfenbüttel. L'imperatore Carlo IV ritenne invece che il feudo imperiale (Reichslehen) dovesse tornare all'Impero, cosicché lo assegnò ad Alberto di Sassonia-Wittenberg e allo zio Venceslao, dando origine alla Guerra di successione di Lüneburg. |                                                           |                                                                  |                   |                                             |                                                         |                                                  |                           |                                         |
| | Caterina di Anhalt-Bernburg                               | Bernardo III di Anhalt-Bernburg (Ascanidi)                       | 1330              | prima del 6 ottobre 1356                    | 15 giugno/15 agosto 1369 ascesa al trono del marito     | 26 luglio 1373 morte del marito                  | 30 gennaio 1390           | Magno II di Brunswick-Wolfenbüttel      |
| 11 maggio 1374 | 11 maggio 1374                                            | Bernardo III di Anhalt-Bernburg (Ascanidi)                       | 1330              | 28 luglio 1385 morte del marito             | Alberto di Sassonia-Wittenberg                          |                                                  | 30 gennaio 1390           |                                         |
| | Cecilia da Carrara                                        | Francesco I da Carrara (Carraresi)                               | -                 | prima dell'11 maggio 1371 o 23 gennaio 1376 | prima dell'11 maggio 1371 o 23 gennaio 1376             | 15 maggio 1388 morte del marito                  | 1427/1435                 | Venceslao di Sassonia-Wittenberg        |
| Dopo la morte di Venceslao nel 1388, Lüneburg dai fratelli Bernardo I e Enrico il Mite di Brunswick-Lüneburg, che nel 1400 sarebbero diventati anche governanti congiutni di Wolfenbüttel. Nel 1409 si accordarono per suddividere i Ducati: Enrico ricevette Lüneburg e Bernardo prese Wolfenbüttel. |                                                           |                                                                  |                   |                                             |                                                         |                                                  |                           |                                         |
| | Margherita di Sassonia-Wittenberg                         | Venceslao di Sassonia-Wittenberg (Ascanidi)                      | -                 | 12 luglio 1385                              | 15 maggio 1388 ascesa al trono del marito               | 1409 Marito rinuncia a Lüneburg per Wolfenbüttel | 12 giugno 1418            | Bernardo I di Brunswick-Lüneburg        |
| | Sofia di Pomerania                                        | Vratislao VI di Pomerania (Greifen)                              | -                 | 11 novembre 1388                            | 11 novembre 1388                                        | 28 giugno 1406                                   | 28 giugno 1406            | Enrico II di Brunswick-Lüneburg         |
| | Margherita d'Assia                                        | Ermanno II d'Assia (Assia)                                       | 1389              | 30 gennaio 1409                             | 30 gennaio 1409                                         | 3 dicembre 1416 morte del marito                 | 1446                      | Enrico II di Brunswick-Lüneburg         |
| | Cecilia di Brandeburgo                                    | Federico I di Brandeburgo (Hohenzollern)                         | 1405              | 30 maggio 1423                              | 30 maggio 1423                                          | 1428 Marito rinuncia a Lüneburg per Wolfenbüttel | 4 gennaio 1449            | Guglielmo III di Brunswick-Lüneburg     |
| Nel 1428, in base ad un secondo trattato tra Bernardo I ed i suoi nipoti Guglielmo III ed Enrico il Mite, Bernardo scambiò Wolfenbüttel per Lüneburg. |                                                           |                                                                  |                   |                                             |                                                         |                                                  |                           |                                         |
| | Elisabetta di Eberstein                                   | Ermanno V di Eberstein                                           | prima del 1415    | 1425                                        | 11 giugno 1434 ascesa al trono del marito               | 27 maggio/1º giugno 1445 morte del marito        | 10 febbraio 1468          | Ottone IV di Brunswick-Lüneburg         |
| | Maddalena di Hohenzollern                                 | Federico I di Brandeburgo (Hohenzollern)                         | 1412              | 16 settembre 1430                           | 11 giugno 1434 ascesa al trono del marito               | 27 ottobre 1454                                  | 27 ottobre 1454           | Federico II di Brunswick-Lüneburg       |
| | Matilde di Holstein-Schauenburg                           | Ottone II di Schauenburg-Pinneberg (Schaumburg)                  | -                 | 1463                                        | 1463                                                    | 9 febbraio 1464 morte del marito                 | 22 luglio 1468            | Bernardo II di Brunswick-Lüneburg       |
| | Anna di Nassau-Dillenburg                                 | Giovanni IV di Nassau-Dillenburg (Nassau)                        | 1441              | 25 settembre 1467                           | 25 settembre 1467                                       | 9 gennaio 1471 morte del marito                  | 8 aprile 1513             | Ottone V di Brunswick-Lüneburg          |
| | Margherita di Sassonia                                    | Ernesto di Sassonia (Wettin)                                     | 4 agosto 1469     | 27 febbraio 1487                            | 27 febbraio 1487                                        | 1520 abdicazione del marito                      | 7 dicembre 1528           | Enrico I di Lüneburg                    |
| Dopo l'abdicazione di Enrico I, il Ducato passò ai suoi tre figli: Ottone VI, Ernesto I e Francesco I. Nel 1527 Ottone si sposò morganaticamente, abdicando a Lüneburg e venendo ricompensato con il suo proprio dominio, la Baronia di Harburg. Nel 1539 gli altri due fratelli si divisero il Ducato: Francesco ricevette Gifhorn ed Ernesto rimase a Lüneburg.                                                                    |                                                           |                                                                  |                   |                                             |                                                         |                                                  |                           |                                         |
| | Sofia di Meclemburgo-Schwerin                             | Enrico V di Meclemburgo-Schwerin (Meclemburgo)                   | 1508              | 1528                                        | 1528                                                    | 17 giugno 1541                                   | 17 giugno 1541            | Ernesto I di Brunswick-Lüneburg         |
| | Elisabetta Maddalena di Brandeburgo                       | Gioacchino II di Brandeburgo (Hohenzollern)                      | 6 novembre 1537   | 5 febbraio 1559                             | 5 febbraio 1559                                         | 29 aprile 1559 morte del marito                  | 1º settembre 1595         | Francesco Ottone di Brunswick-Lüneburg  |
| | Orsola di Sassonia-Lauenburg                              | Francesco I di Sassonia-Lauenburg (Ascanidi)                     | 1545              | 1569                                        | 1569                                                    | 1569 Scambia Lüneburg con Dannenberg             | 22 ottobre 1620           | Enrico III di Brunswick-Lüneburg        |
| | Dorotea di Danimarca                                      | Cristiano III di Danimarca (Oldenburg)                           | 29 giugno 1546    | 12 ottobre 1561                             | 12 ottobre 1561                                         | 20 agosto 1592 morte del marito                  | 6 gennaio 1617            | Guglielmo IV di Brunswick-Lüneburg      |
| | Sofia Dorotea di Schleswig-Holstein-Sonderburg-Glücksburg | Filippo di Schleswig-Holstein-Sonderburg-Glücksburg (Glücksburg) | 28 settembre 1636 | 9 ottobre 1653                              | 9 ottobre 1653                                          | 15 marzo 1665 morte del marito                   | 6 agosto 1689             | Cristiano Luigi di Brunswick-Lüneburg   |
| | Eleonora d'Esmier d'Olbreuse                              | Alessandro d'Esmier, signore d'Olbreuse                          | 3 gennaio 1639    | 1676                                        | 1676                                                    | 28 agosto 1705 morte del marito                  | 5 febbraio 1722           | Giorgio Guglielmo di Brunswick-Lüneburg |
| Il 7 settembre 1708 le linee di Lüneburg-Celle e di Calenberg-Gottinga furono unite per formare l'Elettorato di Hannover. |                                                           |                                                                  |                   |                                             |                                                         |                                                  |                           |                                         |

#### Linea di Harburg
In realtà Harburg fu una Baronia e non un Ducato.
| Immagine | Nome                                 | Padre                                     | Nascita        | Matrimonio       | Fu baronessa dal                         | Cessò di essere baronessa dal    | Morte           | Consorte                                |
| -------- | ------------------------------------ | ----------------------------------------- | -------------- | ---------------- | ---------------------------------------- | -------------------------------- | --------------- | --------------------------------------- |
|          | Meta di Campe                        | -                                         | -              | autunno 1525     | 1527 Marito venne compensato con Harburg | 11 agosto 1549 morte del marito  | 16 ottobre 1580 | Ottone VI di Brunswick-Lüneburg         |
|          | Margherita di Schwarzburg-Leutenberg | Giovanni Enrico di Schwarzburg-Leutenberg | 1530           | 8 settembre 1551 | 8 settembre 1551                         | 1559                             | 1559            | Ottone II di Brunswick-Lüneburg-Harburg |
|          | Edvige della Frisia Orientale        | Enno II della Frisia orientale (Cirksena) | 29 giugno 1535 | 8 ottobre 1562   | 8 ottobre 1562                           | 26 ottobre 1603 morte del marito | 4 novembre 1616 | Ottone II di Brunswick-Lüneburg-Harburg |

#### Linea di Gifhorn
| Immagine | Nome                         | Padre                                    | Nascita          | Matrimonio        | Fu duchessa dal   | Cessò di essere duchessa dal      | Morte         | Consorte                        |
| --- | ---------------------------- | ---------------------------------------- | ---------------- | ----------------- | ----------------- | --------------------------------- | ------------- | ------------------------------- |
| | Chiara di Sassonia-Lauenburg | Magno I di Sassonia-Lauenburg (Ascanidi) | 13 dicembre 1518 | 29 settembre 1547 | 29 settembre 1547 | 23 novembre 1549 morte del marito | 27 marzo 1576 | Francesco di Brunswick-Lüneburg |
| Nel 1549 Francesco morì lasciando unicamente figlie femmine e quindi Gifhorn ritorno alla linea di Lüneburg-Celle line. |                              |                                          |                  |                   |                   |                                   |               |                                 |

#### Linea di Dannenberg
| Immagine | Nome                          | Padre                                               | Nascita           | Matrimonio       | Fu duchessa dal                                           | Cessò di essere duchessa dal               | Morte             | Consorte                               |
| -------- | ----------------------------- | --------------------------------------------------- | ----------------- | ---------------- | --------------------------------------------------------- | ------------------------------------------ | ----------------- | -------------------------------------- |
|          | Orsola di Sassonia-Lauenburg  | Francesco I di Sassonia-Lauenburg (Ascanidi)        | 1545              | 1569             | 1569 Ripartizione del Ducato; marito ricevette Dannenberg | 19 gennaio 1598 morte del marito           | 22 ottobre 1620   | Enrico III di Brunswick-Lüneburg       |
|          | Maria della Frisia Orientale  | Edzardo II della Frisia orientale (Cirksena)        | 1º maggio 1582    | 25 aprile 1614   | 25 aprile 1614                                            | 9 luglio 1616                              | 9 luglio 1616     | Giulio Ernesto di Brunswick-Dannenberg |
|          | Sibilla di Brunswick-Lüneburg | Guglielmo il Giovane di Brunswick-Lüneburg (Welfen) | 3 giugno 1584     | 23 novembre 1617 | 23 novembre 1617                                          | 19 gennaio 1598 morte del marito           | 5 agosto 1652     | Giulio Ernesto di Brunswick-Dannenberg |
|          | Dorotea di Anhalt-Zerbst      | Rodolfo di Anhalt-Zerbst (Ascanidi)                 | 25 settembre 1607 | 26 ottobre 1623  | 26 ottobre 1623                                           | 11 agosto 1634 Marito eredita Wolfenbüttel | 26 settembre 1634 | Augusto di Brunswick-Lüneburg          |

## Duchesse di Brunswick
| Immagine                                                                            | Nome                      | Padre                                   | Nascita           | Matrimonio     | Fu duchessa dal                             | Cessò di essere duchessa dal           | Morte            | Consorte                         |
| ----------------------------------------------------------------------------------- | ------------------------- | --------------------------------------- | ----------------- | -------------- | ------------------------------------------- | -------------------------------------- | ---------------- | -------------------------------- |
| Il titolo di Duchessa di Brunswick fu vacante per quasi un secolo, dal 1815 al 1913 |                           |                                         |                   |                |                                             |                                        |                  |                                  |
|                                                                                     | Vittoria Luisa di Prussia | Guglielmo II di Germania (Hohenzollern) | 13 settembre 1892 | 24 maggio 1913 | 1º novembre 1913 ascesa al trono del marito | 8 novembre 1918 abdicazione del marito | 11 dicembre 1980 | Ernesto Augusto III di Brunswick |